# 3671 Dioniso
Dioniso (asteroide 3371, com a designação provisória 1984 KD) é um asteroide cruzador de Marte. Possui uma excentricidade de .5424366078160721 e uma inclinação de 13.5501º.
Este asteroide foi descoberto no dia 27 de maio de 1984 por Carolyn Shoemaker e Eugene Shoemaker no Observatório Palomar.
Este asteroide recebeu este nome em homenagem ao deus Dioniso da mitologia grega.